# Pedro Cifuentes
Pedro Cifuentes Mazo (Madrid, ¿? - Santiago de Compostela, 1 de septiembre de 1771) fue un compositor y maestro de capilla español.

## Vida
Nació en Madrid en fecha desconocida. Las primeras noticias que se tienen son de que era organista de la Capilla Real de Madrid en 1734, donde permaneció hasta 1745.
En 1744 quedó vacante el magisterio de la Catedral de Santiago de Compostela cuando Pedro Rodrigo Gómez partió al Monasterio de la Encarnación de Madrid. El Cabildo decidió convocar unas oposiciones a la que se presentaron diez aspirantes:
- Antonio Guadarrama, maestro de capilla de la Catedral de Orense;
- Pedro Cifuentes Mazo, organista de la Capilla Real de Madrid;
- Juan Oliac y Serra, maestro de capilla de la Catedral de Ávila;
- Manuel González Gaitán, maestro de capilla de la Catedral de Segovia;
- Juan Martín Ramos, maestro de capilla de la Catedral de Salamanca;
- Manuel Agullón y Pantoja, maestro de capilla de la Catedral de Zamora;
- Antonio Ventura Roel, maestro de capilla de la Catedral de Mondoñedo;
- Francisco Hernández Illana, maestro de capilla de la Catedral de Burgos;
- Manuel Antonio López del Río, maestro de capilla de la Catedral de Lugo; y
- Manuel Paradís, maestro de capilla de la Catedral de Tuy.

Los participantes enviaron sus obras para que el organista Manuel Fernández Troche las evaluase y ensayase con la capilla de música. Tras varias reuniones, el Cabildo no terminaba de ponerse de acuerdo, por lo que una carta del marqués de Scotti de diciembre de 1744 parece que dio el impulso final para que el Cabildo eligiera a Pedro Cifuentes por mayoría simple. Así, el 16 de marzo de 1745, Cifuentes fue nombrado maestro de capilla de Compostela, cargo que mantendría hasta su jubilación.
Cifuentes mantuvo la canonjía de maestro de capilla de 1745 a 1768. En 1767 ya había solicitado por razones de salud al Cabildo que le permitiese «sólo venir cuando pueda a la iglesia, sin descontarle cosa alguna.» En marzo de 1768 solicitó al Cabildo que se le buscase un sustituto, ya que su estado de salud había empeorado. El Cabildo comenzó las gestiones para sustituir a Cifuentes y se trató de atraer a Francisco Javier García, «el Españoleto», que ejercía de maestro de capilla de La Seo de Zaragoza. Pero en noviembre de ese año, ante la negativa de El Españoleto, se decidieron por llamar a Buono Chiodi, un compositor italiano del que se tenían buenas noticias y que estaba dispuesto a trasladarse a España. Chiodi llegó hacia finales de 1770, pero tuvo que esperar al fallecimiento de Cifuentes en septiembre de 1771 para recibir todas las prerrogativas y el sueldo que le correspondía al maestro de capilla.
En 1779 «el cura de Fruime», Diego Antonio Cernadas y Castro, publicó dos poemas mencionando a Cifuentes:

NUMERO X

Xácara rufa al Médico Xácaro, y al Músico
Tépido, solfeo á duo, en un Romance solo,
y un Villancico de acompañamiento.

  Enfermo estaba Cifuentes*

de peste de Villancicos,

contagio que á este lugar

en su persona nos vino.

  Estábamos, segun él

nos tenía corrompidos,

hechos todos un vinagre,

y aun no era preservativo.

  No hallaba á su sed remedio

pues con los muchos estios,

secaron por esta tierra

todas las fuentes del Pindo.

  Butron fuese al otro barrio,

Salgado sigióle el hilo,

Ribera se sepultó,

y cerca anda Rubiños.

[...]

* D. Pedro Cifuentes, Maestro de Capilla de la Santa Iglesia de Santiago.
COPLAS
1        El Doctor Pedro Urdemalas

          gran secreto ha discurrido

          en el invento de dar

          en verso los vomitivos

Coros Ríase el mundo, &c.

2        Con sus diuréticas coplas

          no hay de estangurria peligro,

          porque con ellas se mea

          de risa el mas estreñido,

Coros Báylelo Gila,

          sáltelo Silvio, &c.

          [...]

Coros Báylelo Gila, &c.

5        Perico el de los Palotes

          por no estar en los palillos,

          se quedó Pedro Cifuentes

          Músicos del Rey Perico.

Coros Ríase el mundo, &c.

          [...]

## Obra
Se ha conservado una considerable colección de manuscritos con composiciones de Cifuentes. Entre sus obras se incluyen motetes para ocho voces y acompañamiento instrumental, tres lamentaciones de Semana Santa, de las cuales dos son a ocho voces con acompañamiento instrumental y una para tiple y partes instrumentales. También se conservan tres villancicos de 1746, 1754 y 1765, para ser cantadas «en los solemnes maytines de Nuestro Redentor Jesus Christo».
En general, Cifuentes tiene un estilo austero, con un uso brillante de los contrastes.